# Callicarpa tomentosa
Callicarpa tomentosa là một loài thực vật có hoa trong họ Hoa môi. Loài này được (L.) L. mô tả khoa học đầu tiên năm 1774.

## Hình ảnh

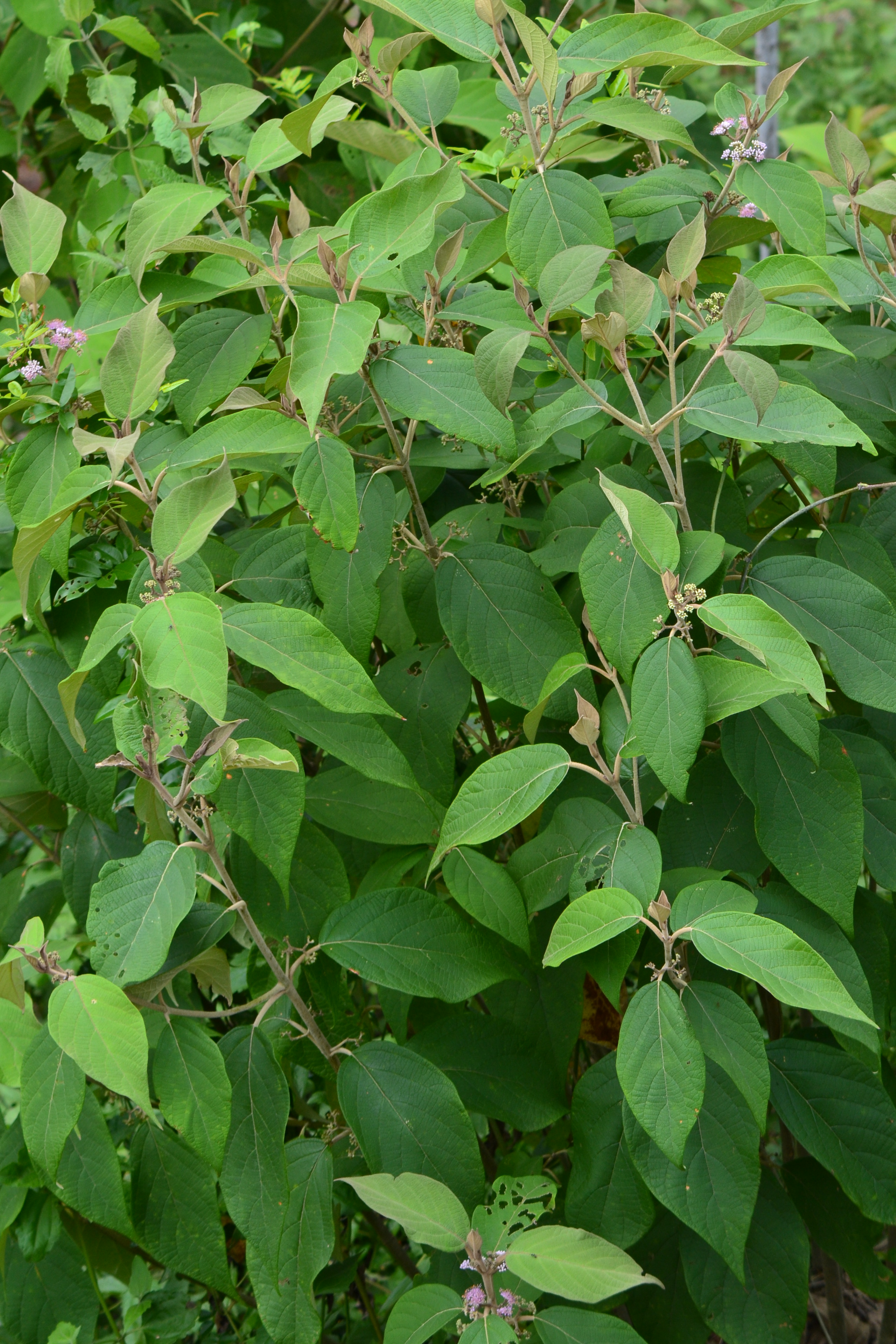
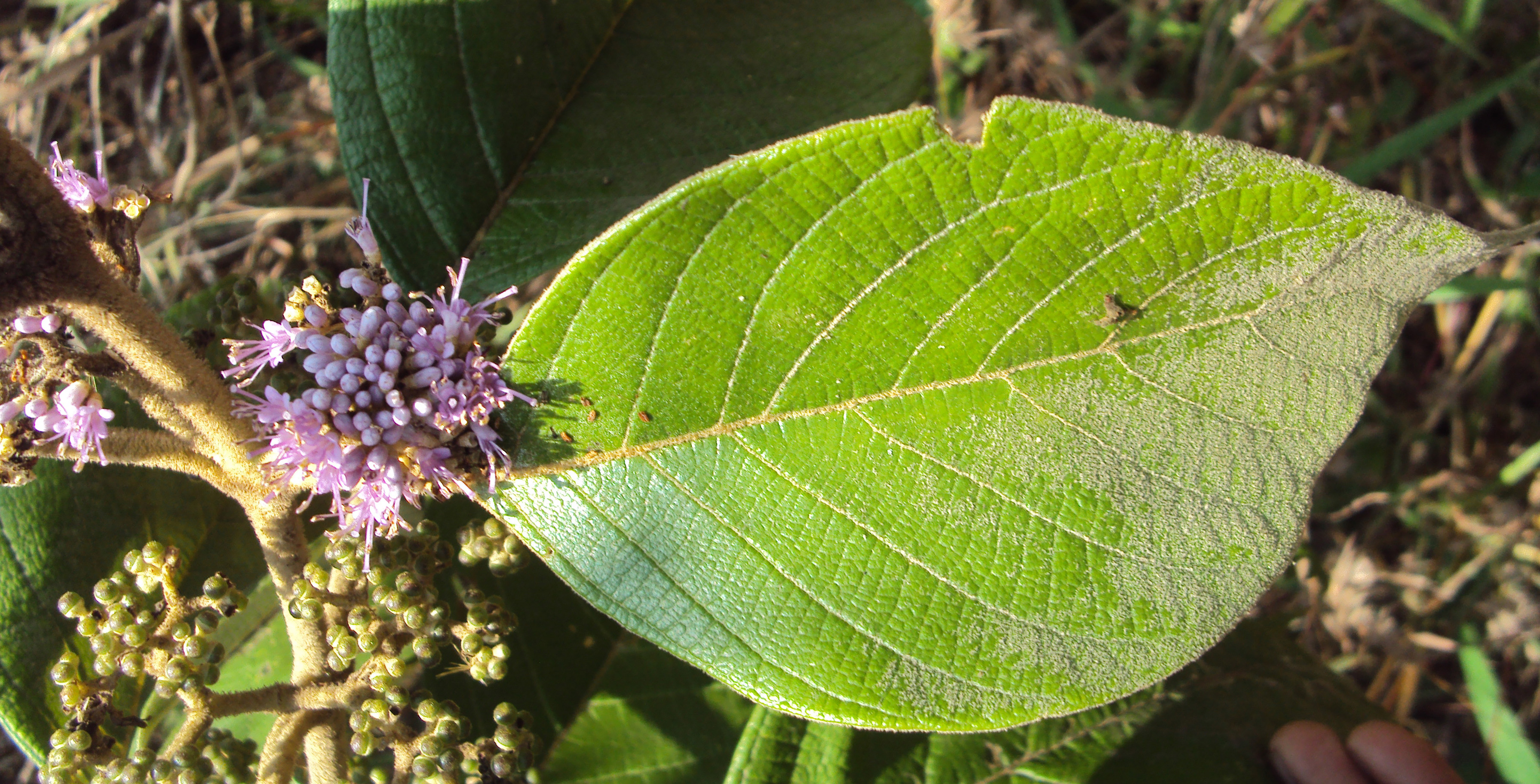
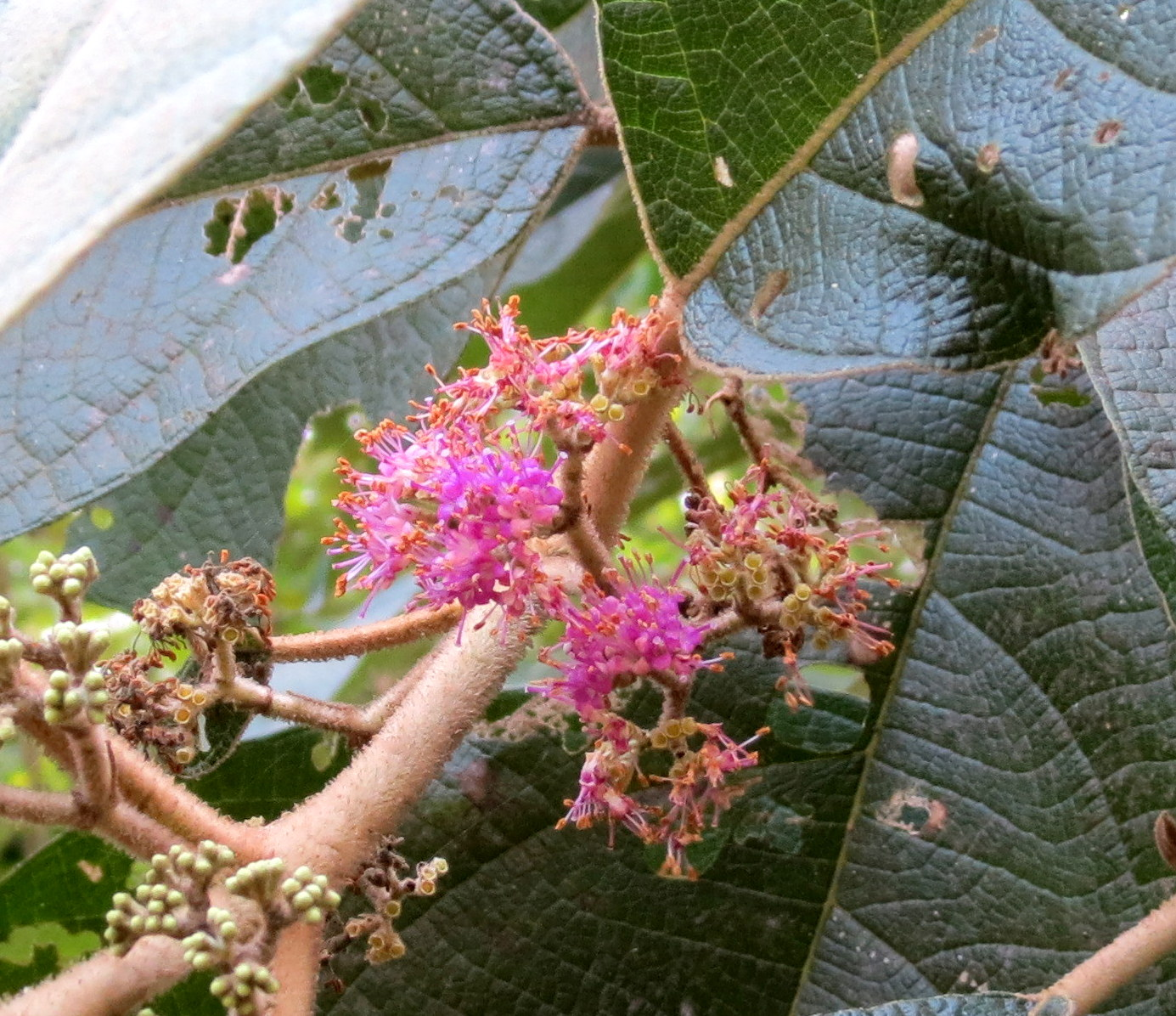
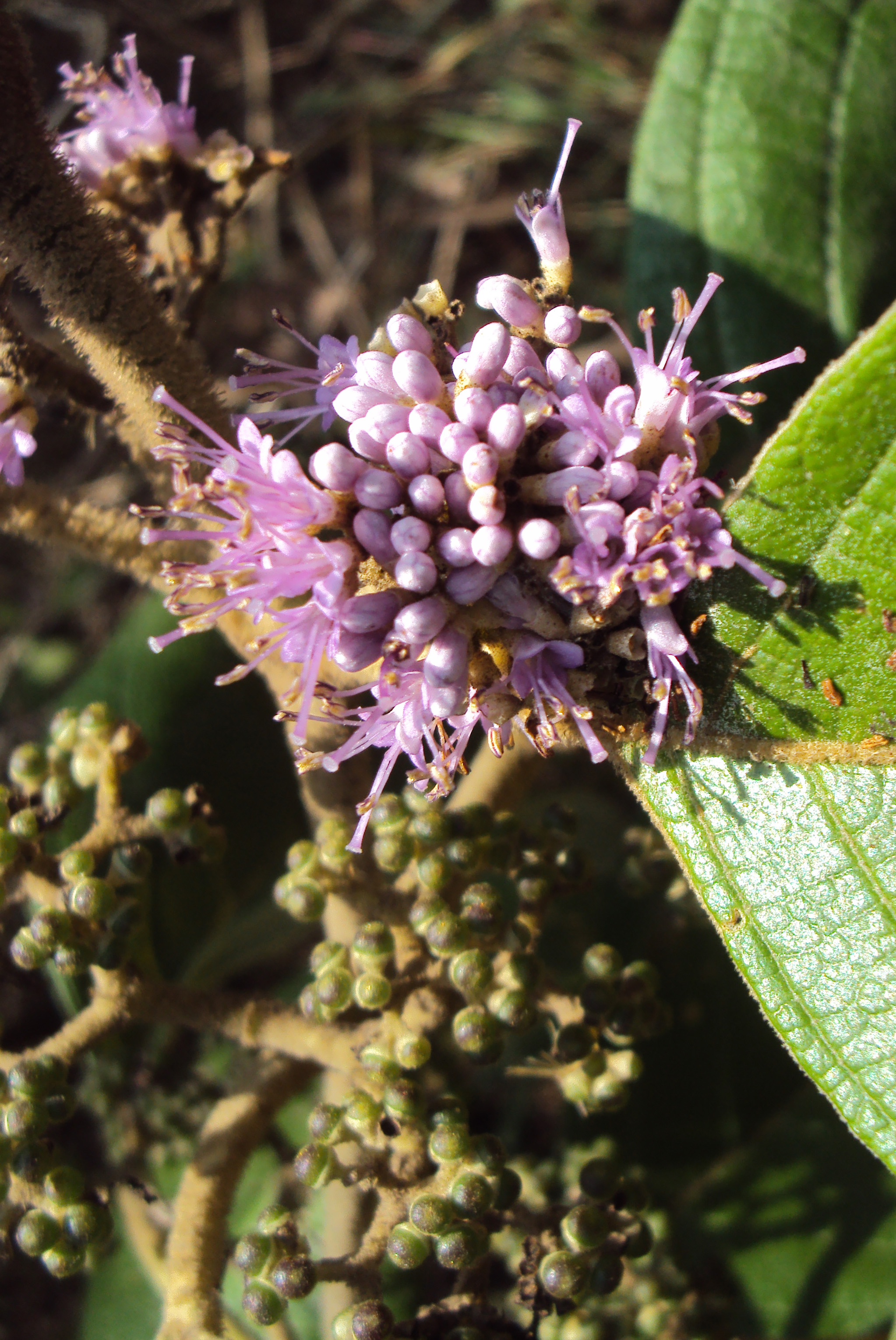